# Arbil
Arbil (também escrito em língua portuguesa Erbil ou Irbil) (em árabe: اربيل; romaniz.: Arbīl; em curdo: ههولیر; romaniz.: Hewlêr  ; em sumério: Urbilum; em turco: Erbil) é a quarta maior cidade do Iraque, depois de Bagdá, Baçorá e Mossul. É também a capital da região autônoma do Curdistão iraquiano e da província e distrito de Arbil.
A cidade está localizada 80 km a leste de Mossul e é servida pelo Aeroporto Internacional de Erbil, que atende voos vindos de diversas capitais do Médio Oriente. Sua parte mais antiga, a Cidadela de Arbil, foi tombada pela UNESCO como Patrimônio Histórico da Humanidade em 2014.
Apesar de ser parte do Iraque, Arbil é considerada uma das cidades mais seguras do mundo, recebendo milhares de turistas anualmente, e sendo escolhida como sede de consulados de diversos países que possuem relações diplomáticas com o Iraque e o Curdistão. Sua população atual é estimada em 2 milhões de habitantes (2020).

## História
A vida urbana em Arbil iniciou-se no sexto milénio a.C., sendo esta uma das mais antigas localidades continuamente habitadas do mundo. No coração da cidade está a Cidadela de Arbil - a antiga Arbilum, onde na Antiguidade foi construído o templo de Ishtar, ou a posterior Arbela, famosa pela batalha em que Alexandre o Grande derrotou o rei persa Dário III.
Os hurritas foram os primeiros a estabelecer Urbilum e expandir seus domínios ao restante do norte da Mesopotâmia. Depois, a cidade esteve sob o domínio de muitas potências regionais desde aquele tempo, incluindo os assírios, babilônios, persas, gregos, árabes e otomanos. Erbil cresceu descontroladamente ao redor da cidadela, principalmente após o domínio islâmico.
O museu arqueológico da cidade abriga uma grande coleção de artefatos pré-islâmicos, sendo um centro para projetos arqueológicos na área.

## Geografia
Embora seja quase completamente plana, Erbil está próxima às montanhas do norte do Iraque, entre os rios Grande Zabe e Pequeno Zabe, que também são os limites da província. Sua população é majoritariamente de curdos sunitas, embora abrigue diversas religiões e etnias. Vizinha, está a cidade de Ankawa, predominantemente cristã.

## Cultura
Erbil possui uma rica arquitetura e história, tendo muitos museus, como Museu da Civilização de Erbil, com diversos artefatos antigos. A cidadela histórica foi restaurada em 2011 e é o principal ponto turístico, com uma vista para toda a cidade.
Na capital curda, é possível admirar ainda a Grande Mesquita e o Museu Têxtil Curdo, além do Museu do Patrimônio Siríaco. Locais de grande interesse na cidade também são o Minarete Mudhafaria, conhecido como Choly e construído no século XII, parte restante da estrutura de uma antiga mesquita; a moderna Mesquita Jalil Khayat, que remonta a 2007, a maior da cidade; as galerias de arte Minaret Gallery e Shanidar Gallery; a Catedral caldeia de São José, em Ankawa, um dos maiores enclaves cristãos do Oriente Médio, cuja população é composta prevalentemente por cristãos assírios, ao norte de Erbil; e o mercado Qaysari do século XII, um dos maiores e mais antigos souks existentes. Também não faltam áreas verdes em Erbil, como o Parque Minare, o Parque Shanadar e o Parque Sami Abdulrahman.
O distrito de Erbil também é sede de diversos canais de televisão, jornais e estações de rádio. Em 2013, a cantora curdo-finlandesa Helly Luv gravou o clipe da música "Risk It All" na cidade.

### Esporte
O Erbil SC é o principal clube de futebol da cidade, sendo tetracampeão da liga nacional iraquiana. Ele realiza seus jogos no Estádio Franso Hariri, utilizado também pelas seleções iraquiana e curda.